# Temporada 1975-76 de los Detroit Pistons
La temporada 1975-76 fue la vigésimo octava de los Pistons en la NBA, y la decimonovena en su localización de Detroit, Míchigan. La temporada regular acabaron con 36 victorias y 46 derrotas, ocupando la quinta posición de la Conferencia Oeste, clasificándose para los playoffs, donde cayeron en semifinales de conferencia ante Golden State Warriors.

## Elecciones en elDraft
| Ronda | Puesto | Jugador          | Posición  | Nacionalidad   | Universidad    |
| ----- | ------ | ---------------- | --------- | -------------- | -------------- |
| 4     | 64     | Lindsay Hairston | Alero     | Estados Unidos | Michigan State |
| 9     | 151    | Terry Thomas     | Ala-Pívot | Estados Unidos | Detroit        |

## Temporada regular
| División Medio Oeste | División Medio Oeste | División Medio Oeste | División Medio Oeste | División Medio Oeste | División Medio Oeste | División Medio Oeste | División Medio Oeste | División Medio Oeste |
| Equipo               | G                    | P                    | %                    | PD                   | Casa                 | Fuera                | Div                  |                      |
| -------------------- | -------------------- | -------------------- | -------------------- | -------------------- | -------------------- | -------------------- | -------------------- | -------------------- |
| y-Milwaukee Bucks    | 38                   | 44                   | .463                 | –                    | 22–19                | 16–25                | 13–8                 |                      |
| x-Detroit Pistons    | 36                   | 46                   | .439                 | 2                    | 24–17                | 12–29                | 12–9                 |                      |
| Kansas City Kings    | 31                   | 51                   | .378                 | 7                    | 25–16                | 6–35                 | 10–11                |                      |
| Chicago Bulls        | 24                   | 58                   | .293                 | 14                   | 15–26                | 9–32                 | 7–14                 |                      |

## Playoffs

### Primera ronda
Milwaukee Bucks vs. Detroit Pistons 
| Fecha       | Partido                                  | Ciudad    |
| ----------- | ---------------------------------------- | --------- |
| 13 de abril | Milwaukee Bucks 110, Detroit Pistons 107 | Milwaukee |
| 15 de abril | Detroit Pistons 126, Milwaukee Bucks 123 | Detroit   |
| 18 de abril | Milwaukee Bucks 104, Detroit Pistons 107 | Milwaukee |
|             | Detroit Pistons gana las series 2-1      |           |

### Semifinales de Conferencia
Golden State vs. Detroit Pistons 
| Fecha       | Partido                                        | Ciudad  |
| ----------- | ---------------------------------------------- | ------- |
| 20 de abril | Golden State Warriors 127, Detroit Pistons 103 | Oakland |
| 22 de abril | Golden State Warriors 111, Detroit Pistons 123 | Oakland |
| 24 de abril | Detroit Pistons 96, Golden State Warriors 113  | Detroit |
| 26 de abril | Detroit Pistons 106, Golden State Warriors 102 | Detroit |
| 28 de abril | Golden State Warriors 128, Detroit Pistons 109 | Oakland |
| 30 de abril | Detroit Pistons 116, Golden State Warriors 118 | Detroit |
|             | Golden State Warriors gana las series 4-2      |         |

## Estadísticas
| Rk | Jugador          | Edad | P  | PT | MP   | TC  | TCI  | %TC  | TL  | TLI | %TL  | RO  | RD  | RT   | AS   | RB  | TAP | BP | FP  | PTS  |
| -- | ---------------- | ---- | -- | -- | ---- | --- | ---- | ---- | --- | --- | ---- | --- | --- | ---- | ---- | --- | --- | -- | --- | ---- |
| 1  | Curtis Rowe      | 26   | 80 |    | 37.5 | 6.4 | 13.7 | .468 | 3.2 | 4.3 | .737 | 2.9 | 5.8 | 8.7  | 2.3  | 0.6 | 0.6 |    | 2.6 | 16.0 |
| 2  | Bob Lanier       | 27   | 64 |    | 36.9 | 8.5 | 15.9 | .532 | 4.4 | 5.8 | .768 | 3.4 | 8.3 | 11.7 | 3.4  | 1.2 | 1.3 |    | 3.2 | 21.3 |
| 3  | Kevin Porter     | 25   | 19 |    | 36.2 | 5.2 | 12.4 | .421 | 2.2 | 2.9 | .750 | 0.7 | 1.6 | 2.3  | 10.2 | 1.8 | 0.2 |    | 4.4 | 12.6 |
| 4  | Eric Money       | 20   | 80 |    | 28.3 | 5.6 | 11.8 | .474 | 1.8 | 2.3 | .806 | 1.0 | 1.6 | 2.6  | 4.2  | 1.7 | 0.1 |    | 3.0 | 13.0 |
| 5  | Chris Ford       | 27   | 82 |    | 26.8 | 3.7 | 8.6  | .426 | 1.0 | 1.4 | .722 | 1.0 | 2.6 | 3.5  | 3.3  | 2.2 | 0.3 |    | 2.7 | 8.4  |
| 6  | Al Eberhard      | 23   | 81 |    | 25.5 | 3.5 | 8.4  | .414 | 2.4 | 2.8 | .834 | 1.7 | 3.1 | 4.8  | 1.0  | 1.1 | 0.2 |    | 3.1 | 9.3  |
| 7  | Archie Clark     | 34   | 79 |    | 20.1 | 3.2 | 7.3  | .433 | 1.3 | 1.5 | .862 | 0.3 | 1.4 | 1.7  | 2.8  | 0.8 | 0.1 |    | 2.0 | 7.6  |
| 8  | Howard Porter    | 27   | 75 |    | 19.8 | 4.0 | 8.5  | .469 | 1.0 | 1.3 | .753 | 1.1 | 2.9 | 3.9  | 0.3  | 0.4 | 0.5 |    | 1.8 | 8.9  |
| 9  | Wali Jones       | 33   | 1  |    | 19.0 | 4.0 | 11.0 | .364 | 0.0 | 0.0 |      | 0.0 | 0.0 | 0.0  | 2.0  | 2.0 | 0.0 |    | 2.0 | 8.0  |
| 10 | John Mengelt     | 26   | 67 |    | 16.5 | 3.9 | 8.1  | .489 | 2.9 | 3.5 | .810 | 0.4 | 1.3 | 1.7  | 1.6  | 0.6 | 0.1 |    | 2.1 | 10.7 |
| 11 | Roger Brown      | 25   | 29 |    | 15.7 | 1.0 | 2.5  | .403 | 0.5 | 0.6 | .778 | 1.6 | 2.9 | 4.5  | 0.4  | 0.2 | 0.9 |    | 2.6 | 2.5  |
| 12 | George Trapp     | 27   | 76 |    | 14.4 | 3.7 | 7.9  | .462 | 0.8 | 1.2 | .716 | 1.0 | 2.0 | 3.0  | 0.7  | 0.4 | 0.3 |    | 2.2 | 8.1  |
| 13 | Lindsay Hairston | 24   | 47 |    | 13.9 | 2.2 | 4.9  | .456 | 1.4 | 2.4 | .580 | 1.4 | 2.4 | 3.8  | 0.4  | 0.4 | 0.7 |    | 1.8 | 5.8  |
| 14 | Earl Williams    | 24   | 46 |    | 12.2 | 1.6 | 3.3  | .480 | 0.5 | 1.0 | .500 | 2.2 | 3.2 | 5.5  | 0.4  | 0.5 | 0.4 |    | 1.8 | 3.7  |
| 15 | Henry Dickerson  | 24   | 17 |    | 6.6  | 0.5 | 1.7  | .310 | 0.6 | 0.9 | .625 | 0.2 | 0.0 | 0.2  | 0.5  | 0.1 | 0.1 |    | 1.0 | 1.6  |
| 16 | Terry Thomas     | 22   | 28 |    | 4.9  | 1.0 | 2.3  | .431 | 0.8 | 1.0 | .724 | 0.5 | 0.8 | 1.3  | 0.1  | 0.1 | 0.1 |    | 0.8 | 2.8  |

## Galardones y récords
| Jugador     | Galardón |
| Curtis Rowe | All-Star |